# Rosa Bonheur

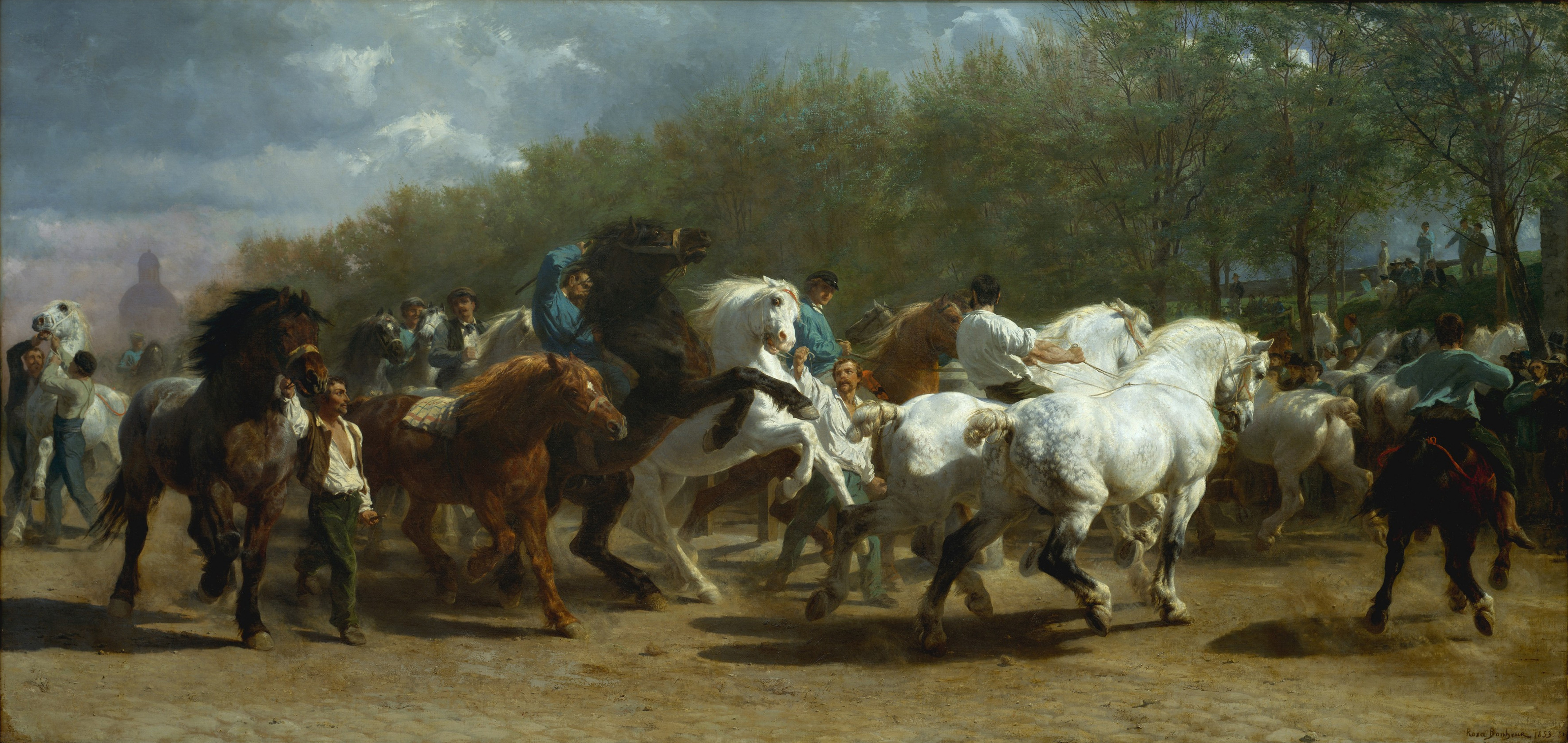
Targ koni/The Horse Fair, 1853, Metropolitan Museum of Modern Art

Marie-Rosalie Bonheur nazywana Rosa Bonheur (ur. 16 marca 1822 w Bordeaux, zm. 25 maja 1899 w Thomery) – francuska malarka i rzeźbiarka; przedstawicielka naturalizmu. Pierwsza artystka-kobieta odznaczona orderem francuskiej Legii Honorowej.

## Twórczość
Urodziła się w rodzinie pochodzenia żydowskiego jako Marie-Rosalie Bonheur. Była najstarszym z czworga dzieci w rodzinie o artystycznych uzdolnieniach. Jej matką była Sophie Bonheur (z domu Marquis), nauczycielka gry na fortepianie, która zmarła, gdy Rosa Bonheur miała jedenaście lat. Jej ojcem był Oscar-Raymond Bonheur, pejzażysta i portrecista, który uczył ją rzemiosła i wspierał w twórczych działaniach. Zanim nauczyła się dobrze mówić, potrafiła godzinami w skupieniu rysować ołówkiem na papierze. Jej matka wpadła na pomysł, aby nauczyć ją czytać i pisać, prosząc o narysowanie różnych zwierząt dla każdej z liter alfabetu. Po latach artystka opisywała, że jej miłość do rysowania zwierząt narodziła się podczas lekcji czytania i pisania z matką.
Również rodzeństwo Rosy Bonheur zajmowało się sztuką animalistyczną: brat Auguste Bonheur i siostra Juliette Bonheur byli malarzami zwierząt, a brat Isidore Jules Bonheur rzeźbił zwierzęta. W 1829 rodzina Bonheurów przeniosła się do Paryża. W 1841 Rosa Bonheur po raz pierwszy wystawiła swoje prace w Salonie Paryskim. Obrazy wystawiała w Salonie do 1853. W tym czasie została dwukrotnie uhonorowana złotym medalem za obrazy: Orka w Nivernais i Targ koni.
Musiała mieć zgodę z prefektury policji uzyskaną w 1852, aby móc nosić męskie ubrania, co było niezbędne m.in. do studiowania anatomii zwierząt w rzeźniach. Była pierwszą artystką, która została nagrodzona Legią Honorową.

## Ważniejsze dzieła
- Orka w Nivernais, 1849
- Targ koński, 1853
- Wysokogórscy pasterze, 1859
- Rodzina jeleni, 1865
- Zmienne łąki (Changement de pâturages), 1868
- Hiszpańscy poganiacze mułów przekraczający Pireneje (Muletiers espagnols traversent les Pyrénées), 1875
- Cielęta odstawiane od krów, 1879
- Polowanie, 1887
- Portret Williama F. Cody’ego, 1889
- Monarcha stada, 1868

Jedynym dziełem Rosy Bonheur w Polsce jest akwarela Psy książąt Czartoryskich Sułtan i Rosette z ok. 1850 r. znajdująca się w zbiorach w warszawskiego Muzeum Narodowego.

## Życie prywatne
Nosiła męską odzież (w 1852 otrzymała na to pozwolenie z policji, podobnie jak podziwiana przez nią nowelistka George Sand), miała krótko obcięte włosy. Przez 45 lat była związana z Nathalie Micas (1824–1889), do jej śmierci (poznały się jako nastolatki w 1836).

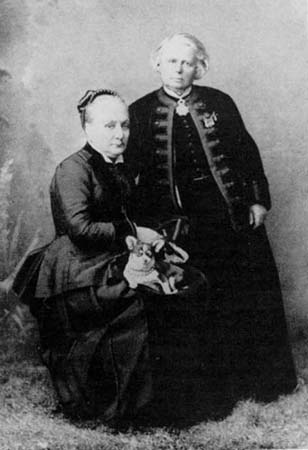
Rosa Bonheur i Natalie Micas, Nicea, 1882

W 1889 roku zapoznała się z dużo młodszą (ok. 34 lat różnicy) amerykańską malarką Anną Elisabeth Klumpke (1856–1942). W 1898 malarka powróciła do Francji, aby namalować jej portret, zamieszkała w posiadłości Bonheur, pozostając do jej śmierci rok później. W 1908 wydała biografię Bonheur pt. Rosa Bonheur: sa vie, son oeuvre (w 1900 ukazała się biografia pod bliźniaczym tytułem autorstwa Rogera-Milèsa).

## Galeria

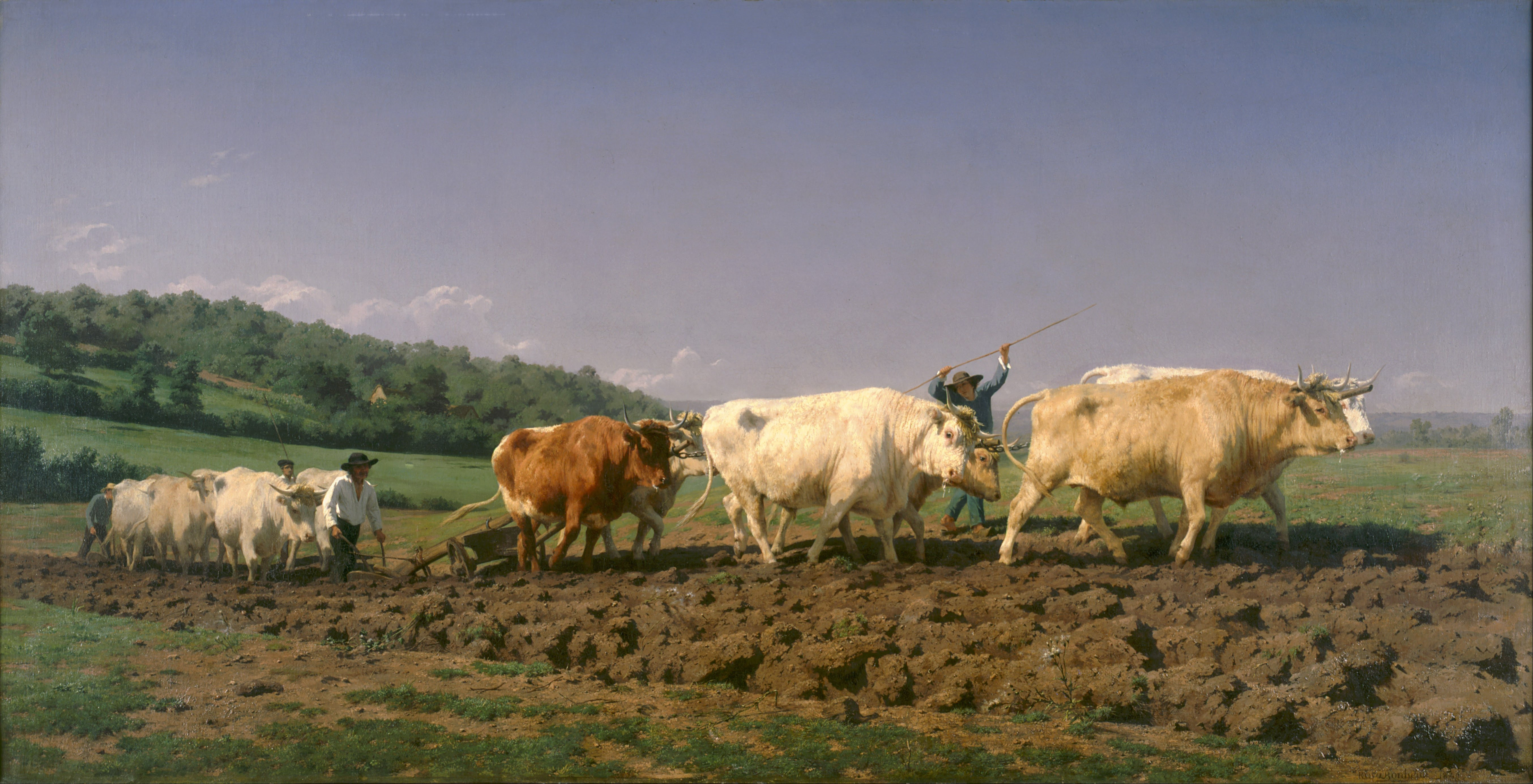
Orka w Nivernais, 1849
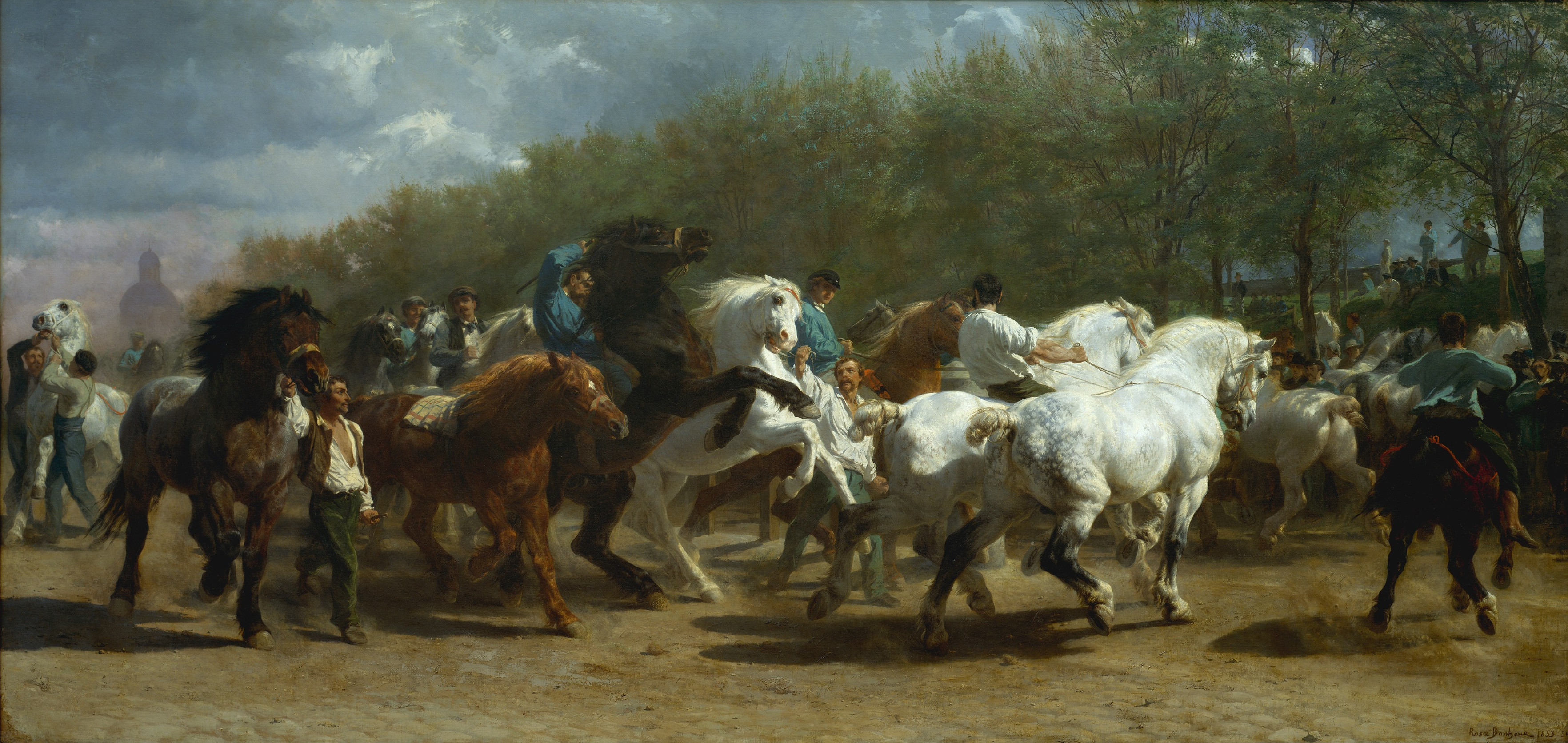
Targ koni, 1853
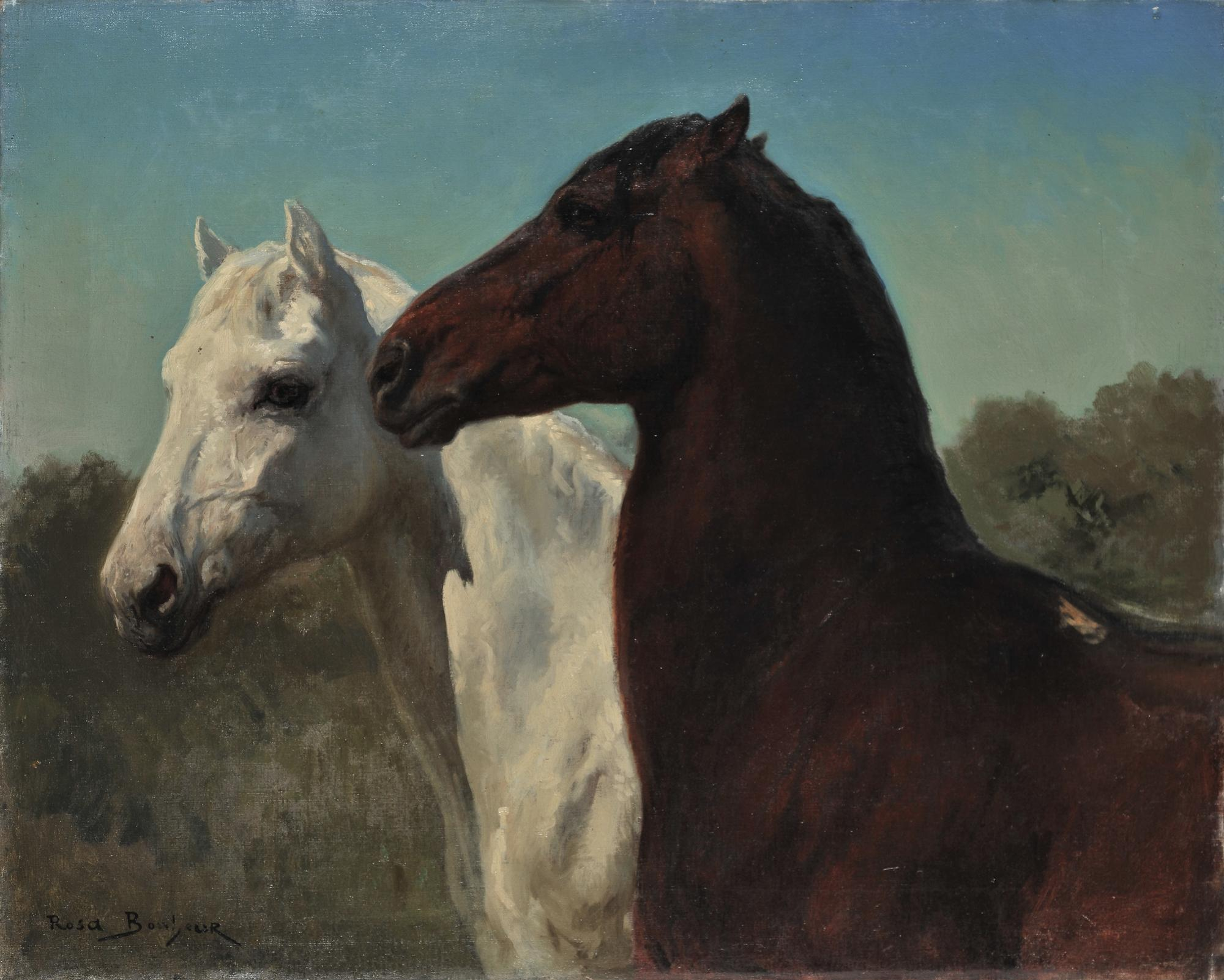
Dwa konie
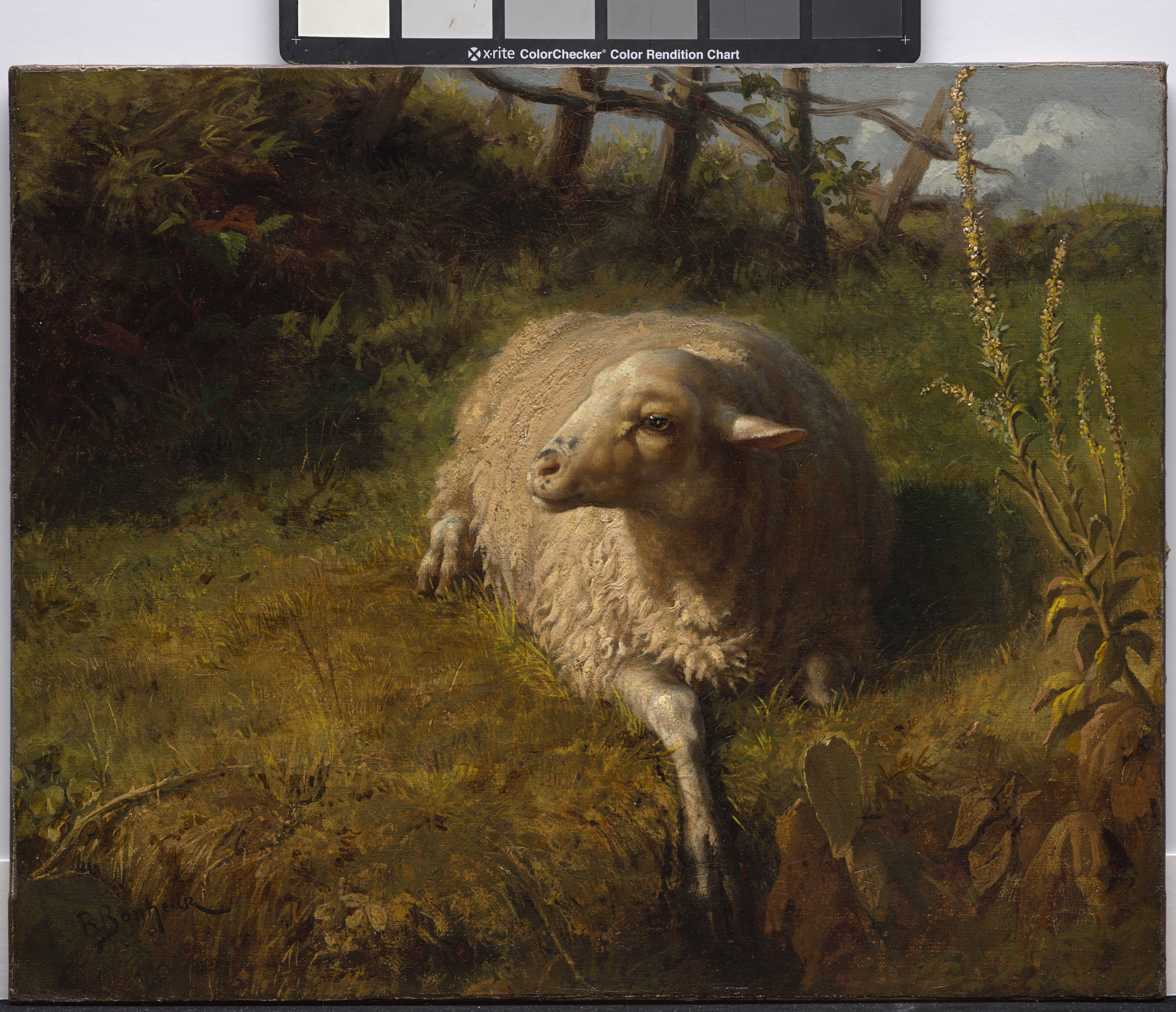
Odpoczywająca owca
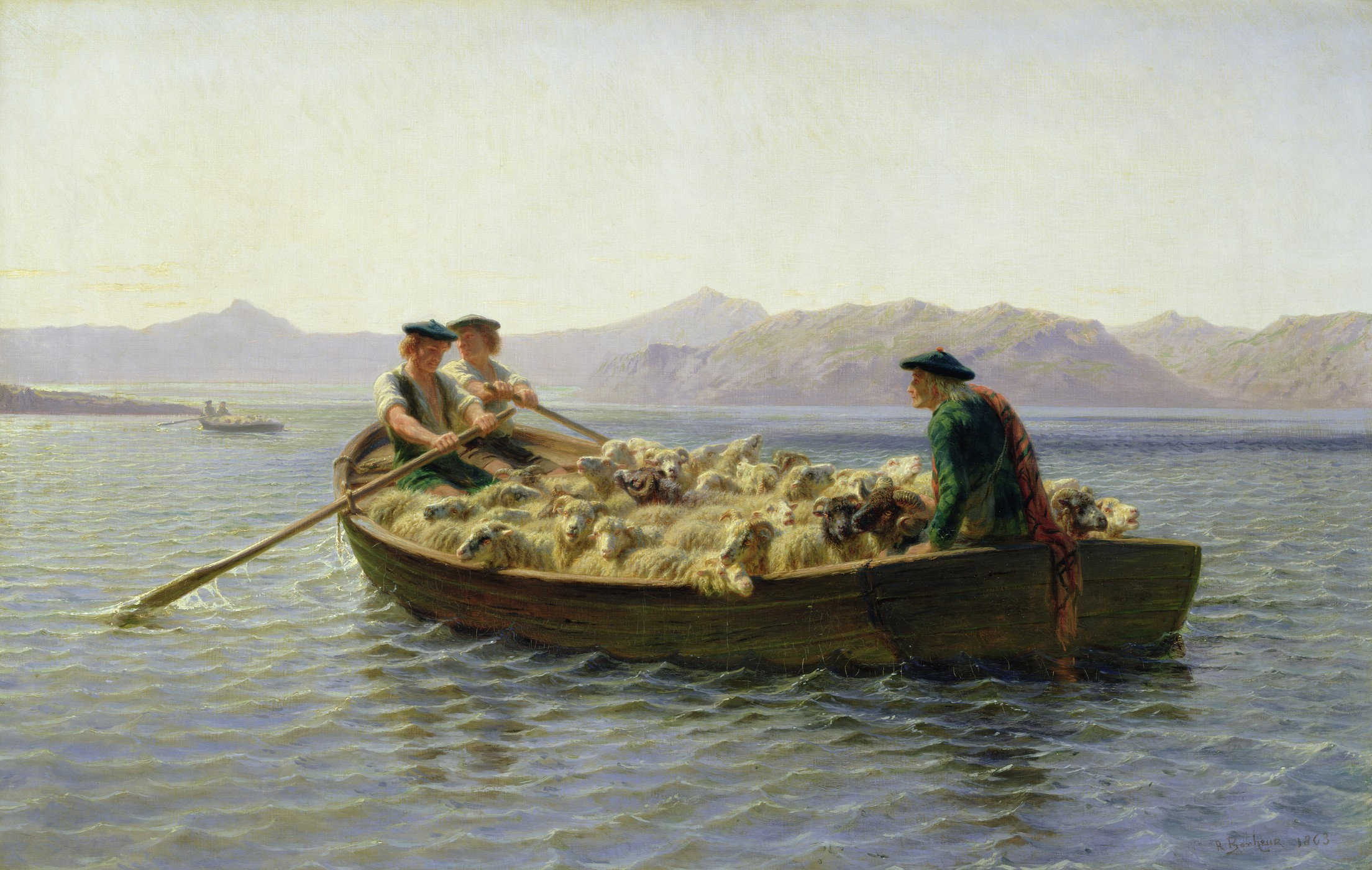
Zmiana pastwiska
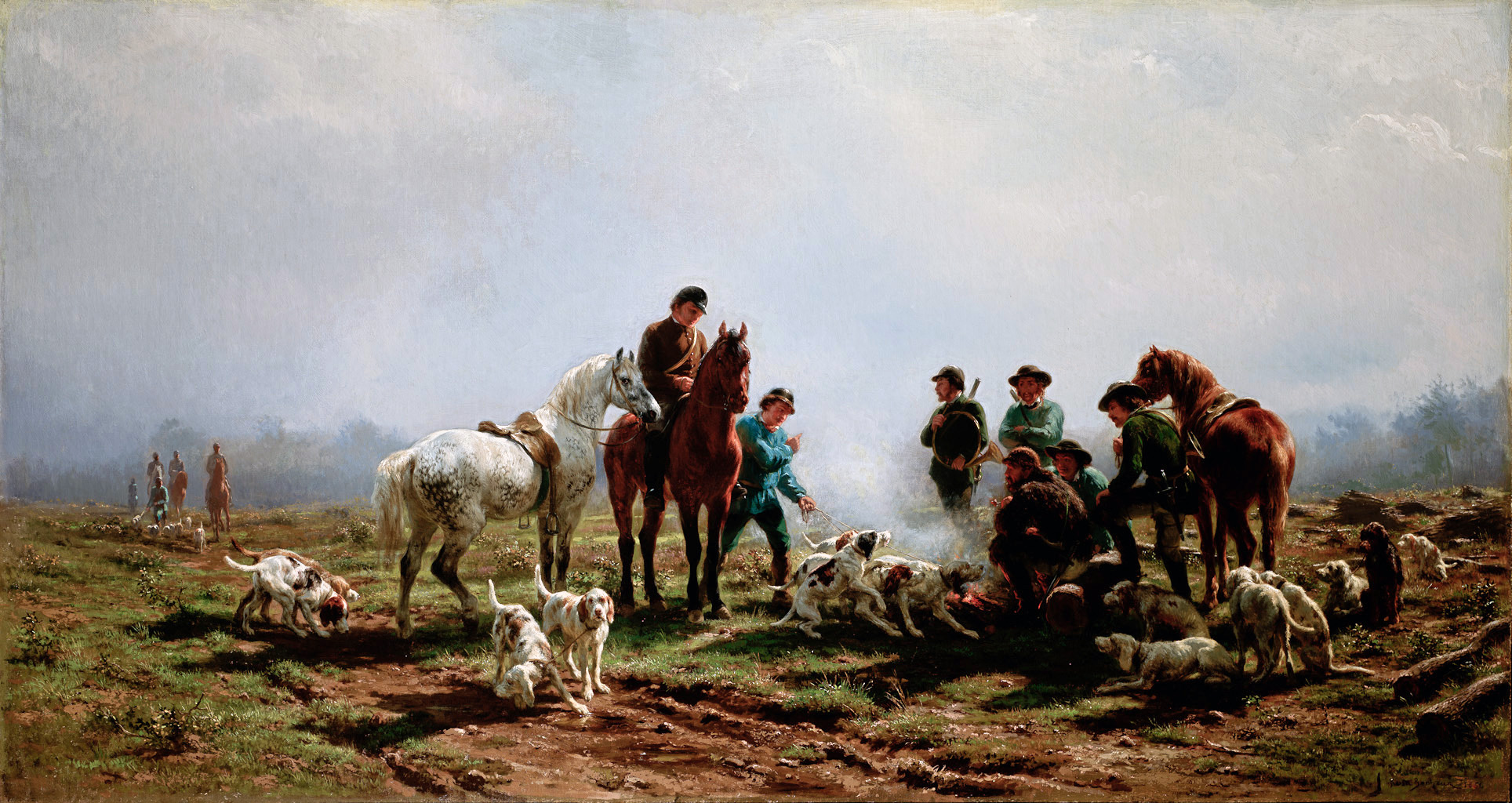
Zbiórka myśliwych
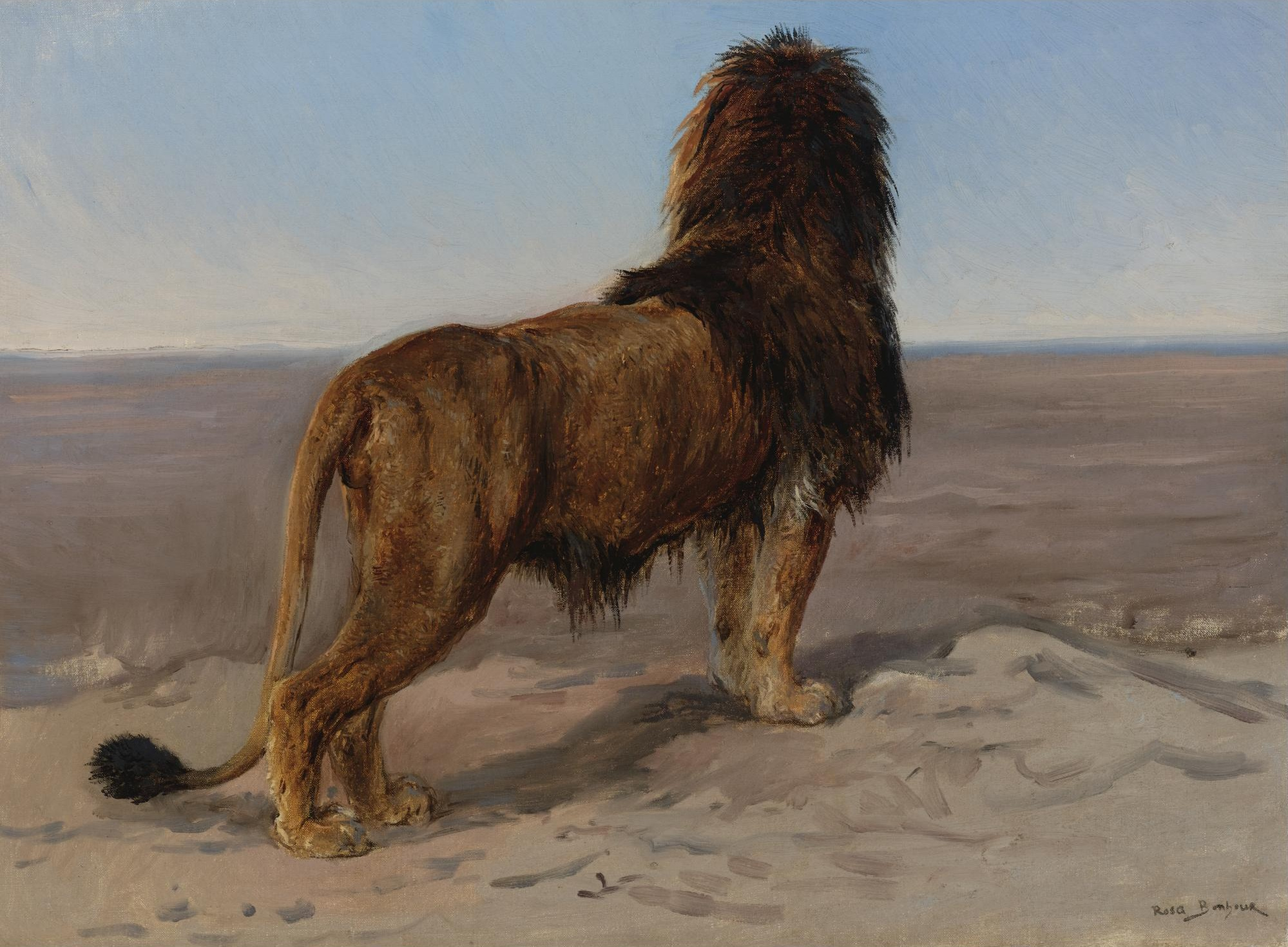
Lew
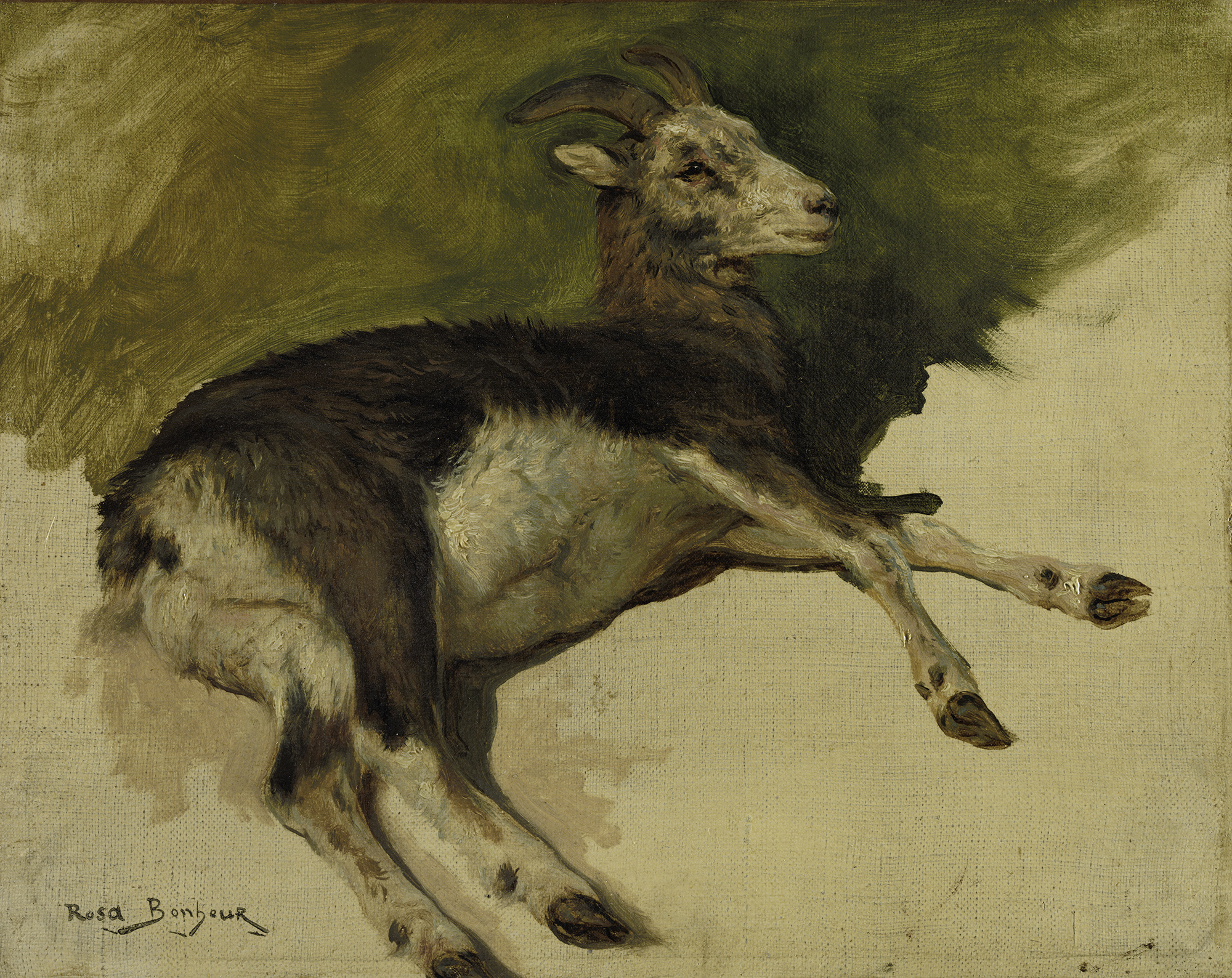
Kozica

## Upamiętnienia
Linda Nochlin w swoim pionierskim eseju z 1971 roku Dlaczego nie było wielkich artystek? poświęciła cały rozdział poświęcony artystce pt. Rosa Bonheur. Jej imieniem nazwano założony w 1935 roku jeden z najważniejszych  amerykańskich cmentarzy dla zwierząt – Rosa Bonheur Memorial Park w mieście Elkridge, w stanie Maryland.